# Copa de España de fútbol sala 2014
La Copa de España de Fútbol Sala de 2014 tuvo lugar entre el 13 de marzo y el 16 de marzo en Logroño (La Rioja).
También se jugó la Minicopa con los equipos infantiles de los clubs clasificados.
En esta ocasión el campeonato ha cumplido su vigésimo quinta edición, coincidiendo con la denominación de Logroño como Ciudad Europea del Deporte 2014

## Equipos participantes
Montesinos Jumilla, Magna Navarra, Ribera Navarra, ElPozo Murcia, Marfil Santa Coloma, Santiago Futsal, Inter Movistar, FC Barcelona Alusport

## Organización

### Sede
El torneo se disputó en la ciudad de Logroño, en el Palacio de los Deportes de La Rioja, con capacidad para 4.500 espectadores.
| Pabellón  | Palacio de los Deportes de La Rioja |
| Imagen    | Spaladium Arena                     |
| Ciudad    | Logroño                             |
| Capacidad | 4.500                               |

## Resultados

### Cuadro final
|  | Cuartos de final         | Cuartos de final         |                       |                 | Semifinales         | Semifinales         |  |                | Final               | Final               |  |
|  | 13 y 14 de marzo de 2014 | 13 y 14 de marzo de 2014 |                       |                 | 15 de marzo de 2014 | 15 de marzo de 2014 |  |                | 16 de marzo de 2014 | 16 de marzo de 2014 |  |
|  |                          |                          |                       |                 |                     |                     |  |                |                     |                     |  |
|  |                          |                          |                       |                 |                     |                     |  |                |                     |                     |  |
|  | Inter Movistar           | 3                        |                       |                 |                     |                     |  |                |                     |                     |  |
|  | Inter Movistar           | 3                        |                       |                 |                     |                     |  |                |                     |                     |  |
|  | Magna Navarra            | 1                        |                       |                 |                     |                     |  |                |                     |                     |  |
|  | Magna Navarra            | 1                        |                       | Inter Movistar  | 6                   |                     |  |                |                     |                     |  |
|  |                          |                          |                       | Inter Movistar  | 6                   |                     |  |                |                     |                     |  |
|  |                          |                          | FC Barcelona Alusport | 1               |                     |                     |  |                |                     |                     |  |
|  | FC Barcelona Alusport    | 7                        | FC Barcelona Alusport | 1               |                     |                     |  |                |                     |                     |  |
|  | FC Barcelona Alusport    | 7                        |                       |                 |                     |                     |  |                |                     |                     |  |
|  | Ribera Navarra           | 1                        |                       |                 |                     |                     |  |                |                     |                     |  |
|  | Ribera Navarra           | 1                        |                       |                 |                     |                     |  | Inter Movistar | 4                   |                     |  |
|  |                          |                          |                       |                 |                     |                     |  | Inter Movistar | 4                   |                     |  |
|  |                          |                          | ElPozo Murcia         | 3               |                     |                     |  |                |                     |                     |  |
|  | Santiago Futsal          | 8                        | ElPozo Murcia         | 3               |                     |                     |  |                |                     |                     |  |
|  | Santiago Futsal          | 8                        |                       |                 |                     |                     |  |                |                     |                     |  |
|  | Montesinos Jumilla       | 1                        |                       |                 |                     |                     |  |                |                     |                     |  |
|  | Montesinos Jumilla       | 1                        |                       | Santiago Futsal | 0                   |                     |  |                |                     |                     |  |
|  |                          |                          |                       | Santiago Futsal | 0                   |                     |  |                |                     |                     |  |
|  |                          |                          | ElPozo Murcia         | 5               |                     |                     |  |                |                     |                     |  |
|  | Marfil Santa Coloma      | 1                        | ElPozo Murcia         | 5               |                     |                     |  |                |                     |                     |  |
|  | Marfil Santa Coloma      | 1                        |                       |                 |                     |                     |  |                |                     |                     |  |
|  | ElPozo Murcia            | 5                        |                       |                 |                     |                     |  |                |                     |                     |  |
|  | ElPozo Murcia            | 5                        |                       |                 |                     |                     |  |                |                     |                     |  |
|  |                          |                          |                       |                 |                     |                     |  |                |                     |                     |  |

### Cuartos de final
| Fecha               | Hora¹ | Lugar                                                   | Partido               | Partido | Partido            | Resultado |
| ------------------- | ----- | ------------------------------------------------------- | --------------------- | ------- | ------------------ | --------- |
| 13 de marzo de 2014 | 19:00 | Palacio de los Deportes de La Rioja, Logroño (La Rioja) | Inter Movistar        | -       | Magna Navarra      | 3-1       |
| 13 de marzo de 2014 | 21:15 | Palacio de los Deportes de La Rioja, Logroño (La Rioja) | FC Barcelona Alusport | -       | Ribera Navarra     | 7-1       |
| 14 de marzo de 2014 | 19:00 | Palacio de los Deportes de La Rioja, Logroño (La Rioja) | Santiago Futsal       | -       | Montesinos Jumilla | 8-1       |
| 14 de marzo de 2014 | 21:15 | Palacio de los Deportes de La Rioja, Logroño (La Rioja) | Marfil Santa Coloma   | -       | ElPozo Murcia      | 1-5       |

### Semifinales
| Fecha               | Hora¹ | Lugar                                                   | Partido         | Partido | Partido               | Resultado |
| ------------------- | ----- | ------------------------------------------------------- | --------------- | ------- | --------------------- | --------- |
| 15 de marzo de 2014 | 18:00 | Palacio de los Deportes de La Rioja, Logroño (La Rioja) | Inter Movistar  | -       | FC Barcelona Alusport | 6-1       |
| 15 de marzo de 2014 | 20:15 | Palacio de los Deportes de La Rioja, Logroño (La Rioja) | Santiago Futsal | -       | ElPozo Murcia         | 0-5       |

### Final
| Fecha               | Hora¹ | Lugar                                                   | Partido        | Partido | Partido       | Resultado |
| ------------------- | ----- | ------------------------------------------------------- | -------------- | ------- | ------------- | --------- |
| 16 de marzo de 2014 | 20:15 | Palacio de los Deportes de La Rioja, Logroño (La Rioja) | Inter Movistar | -       | ElPozo Murcia | 4-3       |

- (¹) -  Hora Local de España (Hora Central Europea) (UTC+1)

## Estadísticas

### Resumen
| Equipo | Equipo                | Pts | PJ | PG | PE | PP | GF | GC | Dif | Rend  |
| ------ | --------------------- | --- | -- | -- | -- | -- | -- | -- | --- | ----- |
| 1      | Inter Movistar        | 9   | 3  | 3  | 0  | 0  | 12 | 4  | +8  | 100%  |
| 2      | ElPozo Murcia         | 6   | 3  | 2  | 0  | 1  | 12 | 8  | +4  | 66,6% |
| 3      | Santiago Futsal       | 3   | 2  | 1  | 0  | 1  | 8  | 6  | +2  | 50,0% |
| 4      | FC Barcelona Alusport | 3   | 2  | 1  | 0  | 1  | 8  | 7  | +1  | 50,0% |
| 5      | Magna Navarra         | 0   | 1  | 0  | 0  | 1  | 1  | 3  | -2  | 0,00% |
| 6      | Marfil Santa Coloma   | 0   | 1  | 0  | 0  | 1  | 1  | 5  | -4  | 0,00% |
| 7      | Ribera Navarra        | 0   | 1  | 0  | 0  | 1  | 1  | 7  | -6  | 0,00% |
| 8      | Montesinos Jumilla    | 0   | 1  | 0  | 0  | 1  | 1  | 8  | -7  | 0,00% |

### Goleadores
| Posición | Nombre  | Equipo                | Goles | GpP |
| -------- | ------- | --------------------- | ----- | --- |
| 1        | Batería | Inter Movistar        | 4     | 1,3 |
| 2        | Álex    | ElPozo Murcia         | 4     | 1,3 |
| 3        | Wilde   | FC Barcelona Alusport | 4     | 2   |